# Silvia González Pérez
Silvia González Pérez (Ecatepec de Morelos, México) es una científica mexicana.

## Biografía
Silvia González es una científica mexicana, radicada en Ecuador (Loja), docente de la Universidad Técnica Particular de Loja, quien obtuvo un  Doctorado en Química Física y Métodos computacionales enl 2007 en la Universidad de Barcelona. Nació en Ecatepéc de Morelos. Realizó sus estudios en el Instituto Politécnico Nacional de México donde estudió Ingeniería Química Industrial. En febrero del año 2018 obtuvo el reconocimiento internacional por parte de la Organización para las Mujeres en Ciencia para el Mundo en Desarrollo (OWSD) y la Fundación Elsevier gracias a sus aportes en el ámbito de la Química computacional, siendo declarada una de las cinco mejores científicas de los países en desarrollo durante aquel año. Silvia González ejerce la docencia en Físicoquímica y Termodinámica. Sus investigaciones se basan principalmente en el modelado molecular de sólidos y superficies con propiedades catalíticas.
Desde 2005 pertenece al Instituto Id de Cristo Redentor, Misioneras y Misioneros Identes como misionera consagrada, fundado por Fernando Rielo Pardal en 1959. 
Actualmente desarrolla proyectos en química computacional, en conjunto con estudiantes de pregrado y posgrado y colabora con docentes afines a dicha línea de investigación. Desde 2009, González ha desarrollado varios proyectos financiados, entre ellos en la convocatoria CEPRA, Concurso ecuatoriano de proyectos en Investigación, desarrollo e innovación (I+D+i), de la Corporación Ecuatoriana para el Desarrollo de la Investigación y la Academia (CEDIA).
Actualmente se desempeña como Vicerrectora de Investigación en la Universidad Técnica Particular de Loja

## Publicaciones e investigaciones
Entre sus publicaciones más destacadas, tenemos:
-Estudio técnico del efecto metal-soporte en la obtención de hidrógeno a partir de la disociación